# Stolidosoma violaceum
Stolidosoma violaceum är en tvåvingeart som först beskrevs av Van Duzee 1929.  Stolidosoma violaceum ingår i släktet Stolidosoma och familjen styltflugor. Inga underarter finns listade i Catalogue of Life.